# Мадоннари

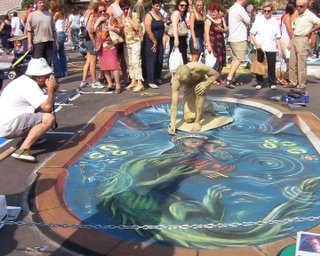
На фестивале в Италии

Мадоннари (итал. madonnari) — рисунки на асфальте, произведения городской живописи, одно из направлений стрит-арта.

## История

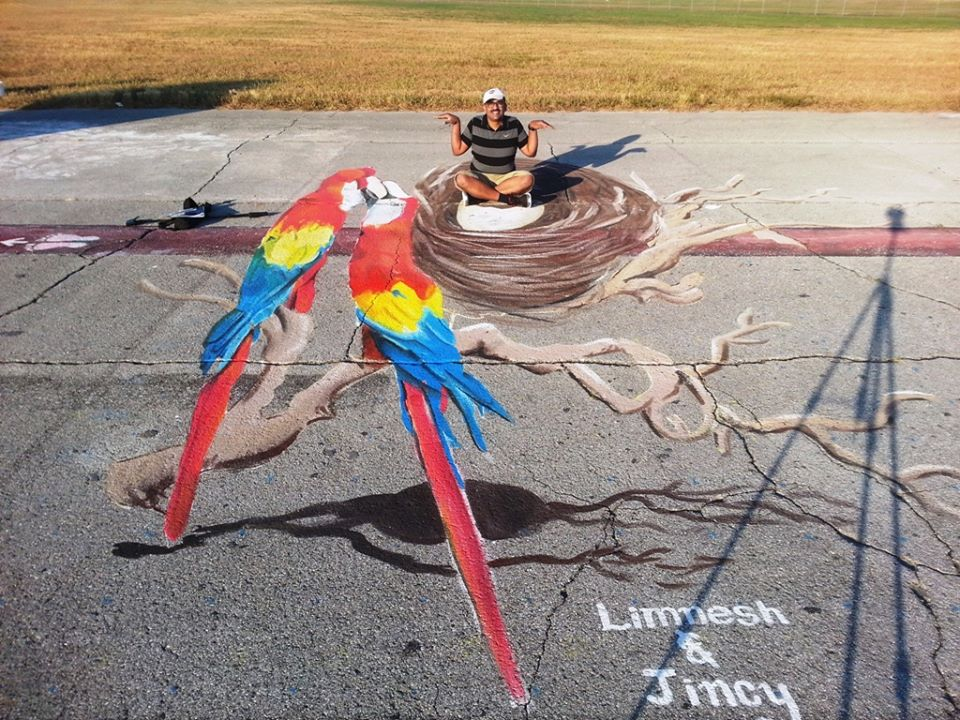
3D-рисунок Limnesh Augustine, 2016 год

Мадоннари впервые появились в XVI веке в Италии. Во время праздников художники создавали на улицах рисунки на религиозные мотивы, в основном рисуя Мадонну с маленьким Иисусом на руках. Рисовали опилками, разноцветным песком и лепестками цветов без искажения перспектив, как сегодня. В Италии их до сих пор называют мадоннари.
Новая форма этого искусства мадоннари — уличные рисунки с использованием анаморфоза, которые выглядят объёмными только с определённой точки. При этом название «мадоннари» для обозначения анаморфных рисунков является достаточно спорным, поскольку изначально является подходящим только для плоских изображений на асфальте, поэтому наряду с названием мадоннари так же применяются названия — street painting, chalk art или 3D-рисунки на асфальте[уточнить].
Фестивали уличной живописи проводятся во многих странах мира.
Такие современные художники, как Курт Веннер, Эллис Галлахер, Джулиан Бивер, и другие получили известность именно благодаря искусному рисованию мелом на улицах.

## В России
- В августе 2011 года в московском олимпийском комплексе «Лужники» состоялся открытый арт-проект «Мадоннари sen-session или 5 дней свободного творчества»[3].

### Международный фестиваль уличного искусства
В июне 2012 года в Санкт-Петербурге состоялся первый в России международный фестиваль уличного искусства «Краски Петербурга». На фестивале были представлены участники из разных стран — США, Голландии, Мексики, России, Украины, Белоруссии и Казахстана.
Фестиваль собрал первых мастеров этого жанра в СНГ, среди которых были первооткрыватели этого вида искусства в своих странах:
- Гран-при фестиваля Alex Maksiov (Украина) 3d-рисунок на асфальте «Похищение Европы»[5]
- Philippenzo (Россия)
- Игорь Соловьёв (Россия)
- Дмитрий Медвецкас (Украина)
- Денис Брянцев (Казахстан)
- Кирилл Куликов и Стас Рабунский (Белоруссия)
- Владимир Щёлоков, Артём Лёвкин, Никита Воронцов, Евгений Боган (Россия)[6].